# Tetariya (Bara)
Pour les articles homonymes, voir Tetariya.
Tetariya (en népalais : तेत्तरिया) est un comité de développement villageois du Népal situé dans le district de Bara. Au recensement de 2011, il comptait 3 403 habitants.